# 茶流彩彩
茶流彩彩（さりゅうさいさい）は、日本コカ・コーラで1993年に誕生した無糖茶飲料ブランド。それ以前は「SIMBA/神葉」という茶飲料のブランドがあったが、前年に紅茶飲料が紅茶花伝として分離した。また、煎茶・麦茶・玉露が1994年に日本茶用ブランド「清流茶房」に移行したため、紅茶・日本茶を除く茶飲料ブランドとして定着した。
その後、爽健美茶が1999年に単独ブランドとして独立、烏龍茶が1998年に専用ブランド煌（ファン）に移行したため、「一部地域・期間限定など、特定の地域・季節に合わせたお茶を提供するブランド」というスタンスになっている。

## ラインアップ
- 現行
  - さんぴん茶（沖縄コカ・コーラボトリング限定、500mlペットボトルのみ夏季限定で東京コカ・コーラボトリング管轄エリアの一部にて販売されたことがある。）
  - 玄米茶 (ファミリーマート限定、600mlペットボトル2024年7月30日発売。)
- 過去に発売された製品
  - 烏龍茶（1993年。1998年に「煌」へ移行）
  - 煎茶（1993年。1994年に「清流茶房」へ移行）
  - 玉露（1993年。南九州コカ・コーラボトリング限定販売。1994年に「清流茶房」へ移行）
  - 爽健美茶（1999年に単独ブランドとして独立）
  - ジャスミン茶（1994年。愛知県の一部地域でテスト販売）
  - ジャスミン花茶（2004年・2005年。2004年版はコンビニエンスストア限定発売）
  - プーアル茶（1994年。愛知県の一部地域でテスト販売）
  - ゴーヤー茶（1994年～1997年。沖縄コカ・コーラボトリング限定販売[1]）
  - マテ茶（1994年・1995年。南九州コカ・コーラボトリング限定販売。なお、2012年に「太陽のマテ茶」が全国発売される）
  - 杜仲茶（1994年）
  - りらく茶（1997年。烏龍茶・羅布麻葉・くちなしのブレンド。）
  - おいしい五穀麦茶（2004年）
  - おいしい黒豆五穀麦茶（2005年・2006年）
  - 澄香茶（2006年。ファミリーマート限定販売）
  - アクアマリン烏龍茶（三国コカ・コーラボトリング管轄エリア限定販売。元々三国フーズのブランド「アクアマリン」の商品だったがダブルネーム版が販売された）
  - 麦茶（1993年 - 2003年・2014年 - 2021年以降、2021年に「やかんの麦茶」の発売に伴い、順次終売した[2]。）